# Jeux d'ombres
Jeux d'ombres (titre originel : Shadow Games) est le titre du cinquième volet du Cycle de la Compagnie noire, premier tome des Livres du Sud (suivant La Pointe d'argent), cette œuvre paraît en septembre 1989 dans sa première édition anglaise. Il faut attendre 2001 pour que la maison d'édition L'Atalante livre ce récit en français.
Cette œuvre a été traduite de l'américain au français par Alain Robert.
Son action se situe après la chute de la Dame et sa victoire contre le Dominateur. Le début de son intrigue est croisé avec celle de La Pointe d'argent. Le roman ouvre la voie aux romans à venir, que ce soit les livres du sud ou ceux de la pierre scintillante.

## Résumé
Après la bataille des Tumulus, la Compagnie noire est réduite à sept membres : Toubib, annaliste, capitaine et médecin ; Gobelin et Qu'un-Œil, les deux sorciers ; Otto et Hagop, les deux soldats increvables ; Murgen, le porte-étendard, et enfin la Dame qui, à la suite de la perte de ses pouvoirs et son entrée au sein de la Compagnie, s'est rebaptisée Madame.
Toubib, à la fin du troisième roman, décide de ramener les annales de la Compagnie au Khatovar. La petite troupe décide donc de rejoindre le Sud après une brève escale à la Tour de Charme. Cet exode est l'occasion pour la Compagnie de se reformer et de faire apparaitre des personnages hétéroclites : Crapaud le génie, les Nars, descendants d'une partie de la Compagnie restée à Gea-Xle pendant le périple de la Compagnie noire vers le nord, bien des siècles auparavant, etc.
Ce périple est aussi l'occasion de lever le voile sur la mort supposée de certains des Asservis originaux. Toubib et Madame se rapprochent, désormais liés par un même destin. La compagnie Noire atteint Taglios, une immense cité à la tête d'un État en guerre contre les Maîtres d'Ombres, des sorciers puissants que rien ne semble arrêter. Toubib se retrouve confronté à un choix difficile : s'engager à la solde du chef d’État Prabindrah Drah et risquer l'anéantissement de la Compagnie ou bien poursuivre son chemin au-delà des royaumes traversés.